# Cardiastethus fasciiventris
Cardiastethus fasciiventris is een wants uit de familie van de bloemwantsen (Anthocoridae). De soort werd het eerst wetenschappelijk beschreven door Antonio Garbiglietti in 1869.

## Uiterlijk
De roodgele wants is altijd langvleugelig (macropteer) en kan ongeveer 2.5 mm lang worden. De kop, het halsschild en het scutellum roodgeel of bruin, net als de voorvleugels. De voorvleugels zijn bedekt met kleine haartjes. Het doorzichtige gedeelte van de voorvleugels is grijsbeige. De pootjes zijn geelrood net als de antennes. Het laatste deel van het tweede antennesegment is vaak donkerder, net als de laatste twee segmenten.

## Leefwijze
De soort overleeft de winter als volwassen wants en voedt zich met kleine insecten zoals stofluizen. De wants kan op allerlei plaatsen worden aangetroffen waar veel stofluizen aanwezig zijn, bijvoorbeeld op coniferen, vaak dennen, of in afgevallen bladeren en takken.

## Leefgebied
De soort is in Nederland zeldzaam maar rukt de laatste jaren op naar het noordwesten. De eerste waarnemingen in Nederland zijn van 2007. Ze worden gevonden van Europa tot in Noord-Afrika.